# Patricia De Roo
Patricia De Roo (Evergem, 12 luglio 1961) è un'ex cestista belga.

## Carriera
Con il Belgio ha disputato i Campionati europei del 1985.